# Joe Kienemann

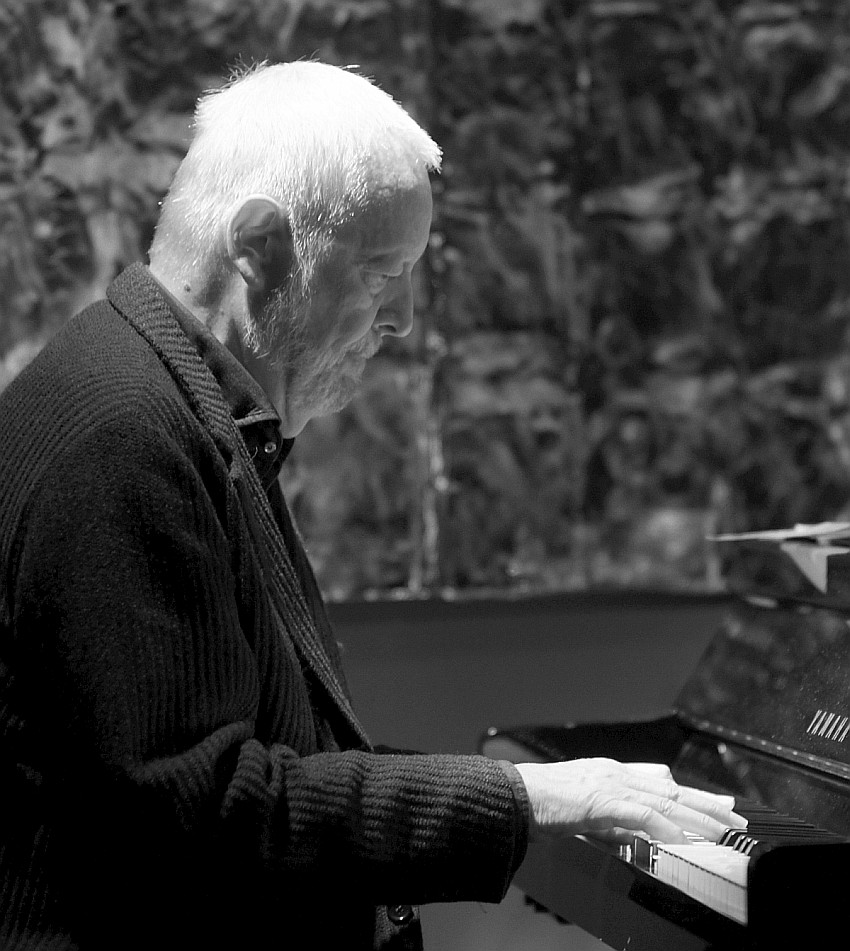
Joe Kienemann (2013)

Joe Kienemann (* 11. Mai 1938 in Heilbronn) ist ein deutscher Jazzmusiker und -journalist.

## Leben
Der Pastorensohn Kienemann kam über die Hausmusik der Barock-Meister zur Musik. Mit sechs Jahren hat er Klavier, mit zehn Cello und mit zwölf Trompete gelernt. Das Klavier wurde sein Hauptinstrument.
Während seines Studiums, das er an der Universität Tübingen begann, gründete er 1958 das Jazztrio Tübingen. Seit 1960 ist Kienemann eine der wichtigen Musikerpersönlichkeiten der Münchner Szene. Der Pianist arbeitet hauptsächlich im Trio, das für ihn die optimale Situation künstlerischen Schaffens gestattet. Daneben arbeitete er bei Dusko Goykovich und Udo Jürgens und trat mit Attila Zoller, Klaus Doldinger, Benny Bailey, Art Farmer und Charly Antolini auf.
Zwischen 1971 und seiner Pensionierung 2003 war er als Jazz-Redakteur beim Bayerischen Rundfunk beschäftigt. Kienemann produzierte und moderierte mit großem Erfolg mehr als zweihundert Sendungen jährlich. Im Herbst 2003 hat er die künstlerische Leitung der BR-Konzertreihe Bühne frei der Musikjournalistin und Jazzerin Beate Sampson übergeben.
2005 wurde Kienemann mit dem Bayerischen Jazzpreis geehrt; 2007 erhielt er den Ehrenpreis des Schwabinger Kunstpreises. „Er habe in seiner mehr als 30-jährigen Tätigkeit für den Rundfunk ein Stück Radiogeschichte geschrieben“, hieß es in der Begründung.